# نيلسون بورجيس
نيلسون بورجيس (17 أكتوبر 1992 بالبرتغال - ) هو لاعب كرة قدم برتغالي في مركز الدفاع. لعب مع نادي لوزان.

## روابط خارجية
- نيلسون بورجيس على موقع قاعدة بيانات كرة القدم.إي يو (الإنجليزية)
- نيلسون بورجيس على موقع عالم كرة القدم.نت (الإنجليزية)